# Tine Boeke-Kramer
Catharina Greta (Tine) Boeke-Kramer (Oterleek, 24 januari 1919 – Haren, 16 februari 2018) was een Nederlands verzetsstrijder tijdens de Tweede Wereldoorlog.

## Jeugd
Boeke-Kramer werd geboren op 24 januari 1919 in Oterleek. Ze was een dochter van koopman Pieter Kramer en Guurtje Jonker en had een zeven jaar oudere zus genaamd Lida. Ze had een lastige band met haar vader, hij dronk veel, was gewelddadig en verspilde veel geld. Met haar moeder had ze een goede band. Na de scheiding van haar ouders in 1927 verhuisde ze met haar moeder en zus naar Alkmaar, waar ze inwoonden bij haar grootouders. Toen ze negentien was begon ze met de opleiding verpleegkunde in Zaandam.

## Tweede Wereldoorlog
Tijdens de Tweede Wereldoorlog was ze betrokken bij een verzetsgroepje in Haarlem samen met onder anderen kunstenares Riete Gompertz. In 1942 trouwde ze met Herman Waage, wat ze zelf een "gelegenheidshuwelijk" noemde. Ze hield zich bezig met het zoeken van onderduikadressen voor Joodse kinderen, die ze zelf wegbracht: "blonde" Joodse kinderen met de boot naar Friesland, de "donkerharige" naar Limburg. Riete Gompertz zorgde voor valse papieren.
Ze werd op 1 augustus 1943 opgepakt toen ze aanbelde bij de Corellistraat 6, het woonhuis van de familie Boissevain. De familie was op dat moment net gearresteerd. Boeke-Kramer kwam 1000 gulden brengen die ze van Heineken had gekregen voor verzetswerk.
Boeke-Kramer zat tijdens de oorlog gevangen in het Huis van Bewaring II aan de Amstelveenseweg. Hier zong ze Schubertliederen en hoorde van Mami Boissevain een antwoord. Daarna werd ze overgeplaatst naar Kamp Vught, waar ze dokter Steijns assisteerde. In Kamp Vught werd ze opgesloten in een cel in de bunker met 73 andere vrouwen, van wie er uiteindelijk tien stierven. Deze gebeurtenis werd later bekend als het 'bunkerdrama'.
Vanuit Kamp Vught werd ze gedeporteerd naar Ravensbrück. Vervolgens voerde ze dwangarbeid uit als verpleegster in Berlijn-Schöneweide waar vooral veel Poolse dwangarbeidsters zaten. Soms moest ze zieken naar het centrum van Berlijn brengen, waarbij ze een keer een zwaar bombardement meemaakte. Aan het eind van de oorlog moest ze met vele anderen lopen naar Sachsenhausen, waar ze nog bleef om de zieken te helpen.

## Na de oorlog
Ze trouwde in 1946 met Pieter Boeke (1920-1995), hoogleraar klinische en medische psychologie in Groningen. Samen kregen zij twee kinderen. Ze verhuisden naar Haren bij Groningen. Zelf studeerde ze af in de psychologie en werkte in Beatrixoord in Haren. Ze schreef onder andere mee aan een artikel over onderzoek naar de veranderingen in configuratie van somatische, psychologische en sociale variabelen bij patiënten met reumatoïde artritis.
Ze heeft een groot deel van haar leven beschreven in het Nederlands en Hebreeuws.

## Eerbetoon
In 1984 kreeg Boeke-Kramer van Yad Vashem de eretitel Rechtvaardige onder de Volkeren.